# Never Turn Away
Never Turn Away – czwarty singiel angielskiego zespołu OMD pochodzący z piątego albumu studyjnego Junk Culture. Singiel został wydany 29 października 1984, a jego produkcją zajął się Brian Tench.
Piosenka "Wrappup" w wersji oryginalnej znajduje się na albumie Junk Culture, a "Waiting for the Man (Live)" nagrano podczas koncertu w Hammersmith.

## Lista utworów
- 7"

1. "Never Turn Away" - 3:57
2. "Wrappup" - 4:00

- 7" picture disc

1. "Never Turn Away" - 4:34
2. "Wrappup" - 4:00

- 12"

1. "Never Turn Away (Extended Version)" - 6:31
2. "Wrappup" - 4:00
3. "Waiting For The Man (Live)" - 3:31

## Pozycje
| Lista (1984)        | Najwyższa pozycja |
| ------------------- | ----------------- |
| UK Singles Chart    | 70                |
| Irish Singles Chart | 29                |